# Furio Stella
Furio Stella (Trieste, 8 aprile 1957 – Monselice, 13 ottobre 2014) è stato un giornalista e scrittore italiano, fondatore e direttore dell'edizione italiana della rivista Nexus.

## Biografia
È stato collaboratore di varie testate nazionali e locali tra cui La Stampa e Il Giorno. Lo si ricorda soprattutto per aver raccontato, con uno stile proprio, le vicende del Calcio Padova sulla testata locale Il Mattino di Padova. Sono tuttavia rimasti nella memoria collettiva anche suoi articoli su altri argomenti, ad esempio un'intervista esclusiva concessagli da Ronnie James Dio in occasione del suo live a Padova del 17 novembre 1987.
Ha scritto La casa dei molini a vento (2008) e Il cameriere di Rocco (2012). In collaborazione ha scritto anche due libri sul Calcio Padova, La vecchia signora di provincia (1980) e Calcio Padova 1910-2010, un sogno lungo un secolo (2010). Ha collaborato anche con la Rai.
Morì prematuramente in seguito a una grave malattia.

## Omaggi postumi
Il 7 novembre 2015 in suo ricordo viene inaugurato il Memorial "Furio Stella", partita amichevole tra una rappresentanza del Calcio Padova e una selezione di giornalisti.